# Musique indienne
La musique indienne est, sous ses formes variées, l'expression d'une très longue tradition qui bien qu'elle ait été en partie divisée par l'éclatement du système colonial, reste néanmoins la musique d'un sous-continent composé de l'Inde, du Pakistan, du Bangladesh, du Népal et du Sri Lanka. Malgré les différences linguistiques ou religieuses, un même genre de musique se retrouve par delà les frontières politiques.
Si sa connaissance en Occident progresse aussi bien sous sa forme savante (les râgas) que dans des genres plus légers (en particulier le filmi), il reste un pan méconnu : l'immense domaine de la musique folklorique, chaque région ayant son style et ses instruments propres, voire des castes vouées à la pratique musicale, en particulier les États indiens tels que le Bengale, le Cachemire, le Kerala ou le Rajasthan.
Si la musique instrumentale ou vocale est bien souvent liée à la danse en Inde, elle n'est en revanche guère liée au théâtre, contrairement aux autres musiques asiatiques de l'aire bouddhiste.
Le mécénat est très développé en Inde, permettant l'accès à la musique à toutes les couches de la société. De la même manière, l'enseignement traditionnel sous forme de relation privilégiée entre maître et disciple reste gratuit. Si la musique fait partie de l'éducation des membres des hautes castes, elle reste néanmoins populaire du fait de son association avec le cinéma de Bollywood, qui est parsemé de clips musicaux dansés véhiculé par l'industrie de la cassette audio.

## Musique savante

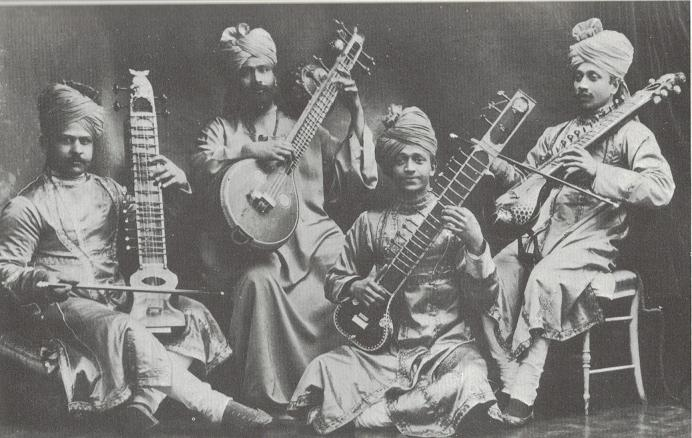
Rare ensemble de musique hindoustanie.

Selon la mythologie indienne, la musique a une origine divine : c'est par le son que le dieu Brahmâ crée l'univers. Le dieu Shiva joue quant à lui du tambour damaru, et son fils Ganesh jouait lui, comme Hanuman d'ailleurs, du tambour mridang. La déesse Sarasvati, elle, est toujours associée à la vînâ. L'univers a été créé par le son primordial Ôm ; le langage dérive des sons du tambour… L'origine de la musique classique indienne remonte aux temps védiques (av. J.-C.). Les hymnes du Rig Veda étaient chantés en utilisant principalement trois notes, formant ainsi le Sâma Veda. La plus ancienne source musicologique fiable et extensive date du IIIe siècle, le Nâtya-shâstra du Muni Bharata, est un ouvrage traitant de danse, de théâtre et de musique. Néanmoins, la musique ancienne n'est jamais écrite. C'est un art qui se transmet par la mémoire entre maîtres et disciples par exemple à l'intérieur de familles dans des castes de musiciens. Traditionnellement, l'idée d'œuvre personnelle n'existe pas.
Depuis les temps les plus anciens, la musique a toujours eu en Inde une double vocation : l'une destinée au temple et aux dieux, l'autre réservée au divertissement et aux démons. Cette dichotomie a séparé les instruments et les musiciens de manière radicale, jusqu'à créer des castes spécifiques. Au long des siècles, divers styles ont tenté de combler ce fossé, aujourd'hui[Quand ?] amoindri. Avec le temps, et les influences extérieures, la musique savante indienne s'est scindée en deux aires géographiques, jouant certes une musique similaire, mais de manière fort différente.
Dans le Sud, la musique carnatique s'est développée, se distinguant de la musique de temple et s'intégrant de plus en plus à la danse bharata natyam. Mise à part la voix, l'instrument roi est la vînâ, accompagnée par le mridangam. Il n'y a guère de longue introduction méditative lors d'un concert : très vite, les musiciens jouent et improvisent ensemble, selon des formules mathématiques. Au Nord, la musique hindoustanie s'est développée sous l'influence de l'islam et des Moghols, apportant avec eux le monde arabo-perse, si bien que le style dhrupad avec vînâ et pakhawaj eut vite fait d'être remplacé par le style khyal dont l'instrument roi est le sitar, accompagné par les tablâ. Le musicien principal commence tout concert par une longue introduction en solo (âlâp). Ce n'est que plus tard que la percussion le rejoint (gat), ponctuant la musique par des phrasés improvisés ou préétablis. Là aussi, la musique s'est intégrée à la danse kathak.
L'octave (do, ré, mi, fa, sol, la, si, do) est appelée ashtak dans la musique indienne. Mais ce terme est peu employé, car les musiciens indiens parlent plutôt des sept notes non répétées (do, ré, mi, fa, sol, la, si) soit saptak, (asht signifie « huit » et sapt signifie « sept »). Les sept notes ou svara de la saptak sont les suivantes : sa, ri, ga, ma, pa, dha et ni. Elles correspondent à peu près aux sept degrés de l'échelle occidentale. Leurs noms viennent des mots Shadjam (sa), Rishabam (ri ou re), Gandharam (ga), Madhyamam (ma), Panchamam (pa), Dhaivatham (dha) et Nishadam (ni).
La musique de l'Inde est modale. L'expression de chaque note est déterminée par sa relation avec une tonique fixe qui est constamment répétée ou maintenue en pédale, notamment par l'utilisation de la tampura, un luth spécifiquement conçu pour faire résonner les harmoniques de la tonique associés à celles de la quarte ou de la quinte. La musique est essentiellement linéaire et mélodique. Elle n'utilise pas l'harmonie : c'est une succession de notes. Le mode de l’Inde (râga) n’est pas simplement une gamme. Il en existe plusieurs, classés, selon les systèmes, soit en modes principaux et modes dérivés, soit en trois échelles de base (gràma) dans lesquelles les permutations de la tonique dans une gamme de sept notes (où deux notes s'ajoutent accessoirement) permettent de former 21 modes principaux (mùrchhanà) ou, selon le système encore aujourd'hui[Quand ?] employé dans le sud de l’Inde, en 72 échelles de sept notes (melakarta) dans un système chromatique où chaque note, excepté la tonique, a deux positions, pouvant être naturelle et selon les cas dièse ou bémol. L'octave est théoriquement divisée en 22 intervalles (sruti) permettant l'accord exact des notes. Les intervalles sont classés en catégories (jàti) selon leurs types d’expression. Enfin, le mode a une humeur, un sentiment à exprimer (triste, joyeux, etc.) et une heure précise voire une période de l'année pour être joué. Il y a des râgas du matin, d'autres du soir, d'autres de la mousson… Ces modes peuvent aussi se combiner et former un nouveau mode. Il y a de grands râgas et de petites râginis. Il y en a des centaines.
La musique classique de l'Inde repose en grande partie sur l'improvisation, en ce sens qu'elle n'est pas jouée à partir d'une partition. Cela ne signifie pas qu'on y joue n'importe quoi, car il y a des règles très strictes sur la manière d'improviser, et bien des musiciens apprennent par cœur des passages entiers de telles ou telles mélodies ou structures mathématiques, afin de pouvoir s'en servir à dessein. Ainsi chaque râga a une phrase musicale connue qui indique la manière dont il faut l'interpréter, en donnant l'ordre précis des notes. Les musiciens composent alors de courts refrains à partir d'elle, et en déclinent toutes les variations possibles, grâce entre autres aux cycles rythmiques. La notion de rythme est très évoluée et sans doute la plus savante du monde. Les rythmes (tàla) sont toujours complexes (à 16, 14, 12, 10, 8, 7 ou 6 temps pour les plus courants) et à l'intérieur de chaque temps des subdivisions, des contretemps, des battements placés légèrement avant ou après le temps permettent des arabesques d'une extrême subtilité. Alors qu'en Occident le rythme est surtout une mesure et un battement, en Inde, il s'agit plutôt d'un cycle.
La musique indienne n'est pas orchestrale, mais essentiellement soliste. S'il s'agit d'un chanteur, il sera accompagné de joueurs de tampura éventuellement (mais qui sont simples « figurants »), d'un percussionniste (mridang ou tablâs) et d'un joueur de sarangi (ou violon) qui ne fait que souligner le phrasé du soliste. S'il s'agit d'un instrumentiste, il y aura un joueur de tampuri et un percussionniste. S'il s'agit d'un percussionniste en solo, il sera accompagné par un sarangi ou d'autres percussions (ghatam, kanjira, etc.). Parfois des duos peuvent aussi se présenter, tant dans le chant que dans les instruments, et on les appelle des jugalbandi. Le râga commence par l'âlâp, une longue introduction du soliste, destinée à présenter le mode et à évoquer l'humeur. Vient ensuite le jeu entre le soliste et le percussionniste accompagnateur : ils vont improviser tour à tour, pendant que l'un joue le refrain, l'autre « s'envole », pendant que l'un joue le cycle, l'autre « s'évade ». L'un sert de référant à l'autre. Ce n'est qu'à la fin que les deux musiciens se permettent d'improviser simultanément.

### Styles

#### Sud
- Les kalpita sangîta, chant composé par les anciens.
- Les manôdharma sangîta, chant improvisé selon diverses techniques.
- Le padam, chant ancien sérieux dansé par les femmes de Tanjore, dans le Sud de l'Inde.
- Le kirtanam, chant dévotionnel dont le kriti est un développement dans le Sud.
- le tillana, pièce solmisée, courte et rapide jouée en conclusion de concert ou de danse.

#### Nord
- Le dhrupad, forme musicale indienne classique la plus ancienne, la plus stricte et la plus sévère. Il est rythmé en douze temps.

- Le khyal ou khayal, dérivé du dhrupad et un peu plus léger et plus libre ; genre musical classique du nord de l'Inde.

- Le dhamâr, forme de dhrupad plus rythmée, en quatorze temps, concernant principalement Krishna.

- Le tarânâ ou tillanâ, apparenté au dhrupad, est un style de chant spirituel privilégiant les bols, syllabes de percussions.

- Le tappâ, dérivé du dhrupad introduisant quelques libertés ornementales, broderies, trilles et joutes courtoises.

- Le thumri, style de chant léger, surtout chanté par des femmes. Il s'agit toujours d'un poème d'amour.

- Le ghazal, chant d'amour persan influencé par la musique indienne, devenu une forme de thumrî.

Il existe de nombreuses autres formes musicales telles : bhairavi, chaiti, chaturang, dadra, dhun, ghato, holi, kâfi, kathagayan, kajri, khamsa, lavni, ragmala, ramayan, sadra, sargam, sûr, tirwat, … 

### Musiciens célèbres
- Tansen (XVIe siècle) (musicien légendaire)

- Balamuralikrishna, (chant)
- Hariprasad Chaurasia (bansurî)
- Famille Dâgar (chant, vînâ)
- Girija Devi, (chant)
- Pannalal Ghosh (bansurî)
- Zakir Hussain (tablâ)
- Pandit Jasraj (chant)
- Bhimsen Joshi (chant)
- Ali Akbar Khan (sarod)
- Allauddin Khan (sarod, violon)
- Amjad Ali Khan (sarod)
- Bade Ghulam Ali Khan (chant)
- Bismillah Khan (shehnai)
- Inayat Khan (vînâ)
- Vilayat Khan (sitar)
- Kishore Kumar (chant)
- Mallikarjun Mansur (chant)
- Ranganayaki Rajagopalan (vînâ)
- Alla Rakha (tablâ)
- Nikhil Banerjee (sitar)
- Ravi Shankar (sitar)
- Anoushka Shankar (sitar)
- Shivkumar Sharma (santoor)

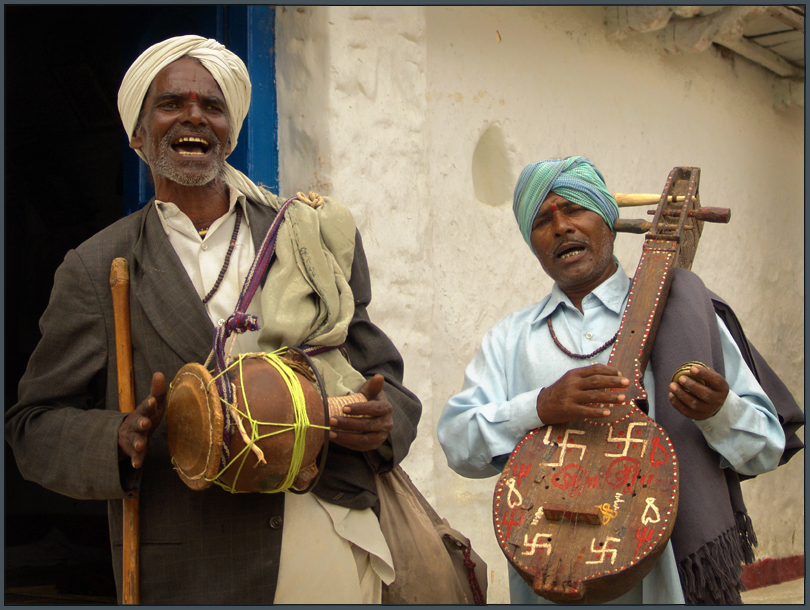
Musiciens itinérants.

- Umayalpuram K. Sivaraman (mridangam)
- L. Subramaniam (violon)
- T. M. Krishna (chanteur carnatique)
- Ajoy Chakrabarty
- Kaushiki Chakrabarty (chanteuse)

## Musique religieuse

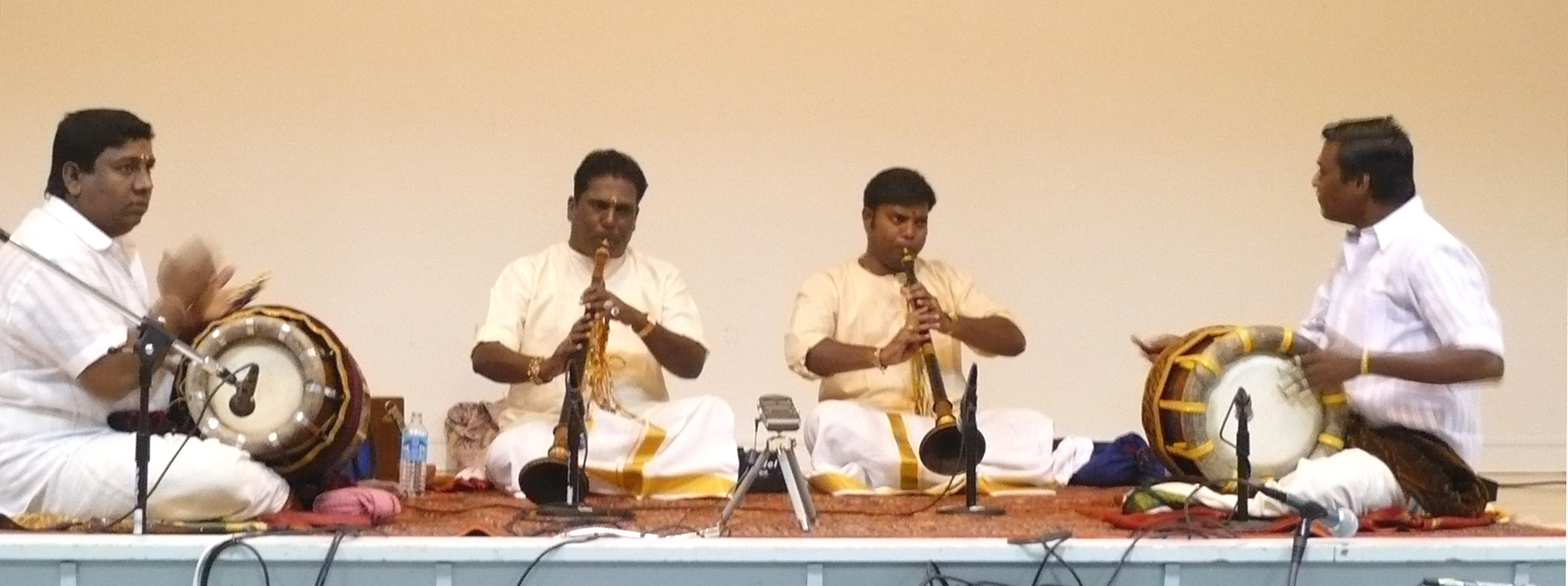
Ensemble de nagaswarams et thavils.

Les religions présentes en Inde développent un répertoire spécifique adapté des textes sacrés.
- Musique hindoue : Bhajan · Villuppattu
- Musique islamique : Qawwalî · Sûfyâna kâlam
- Musique sikhe : Kirtan

## Musique dramatique

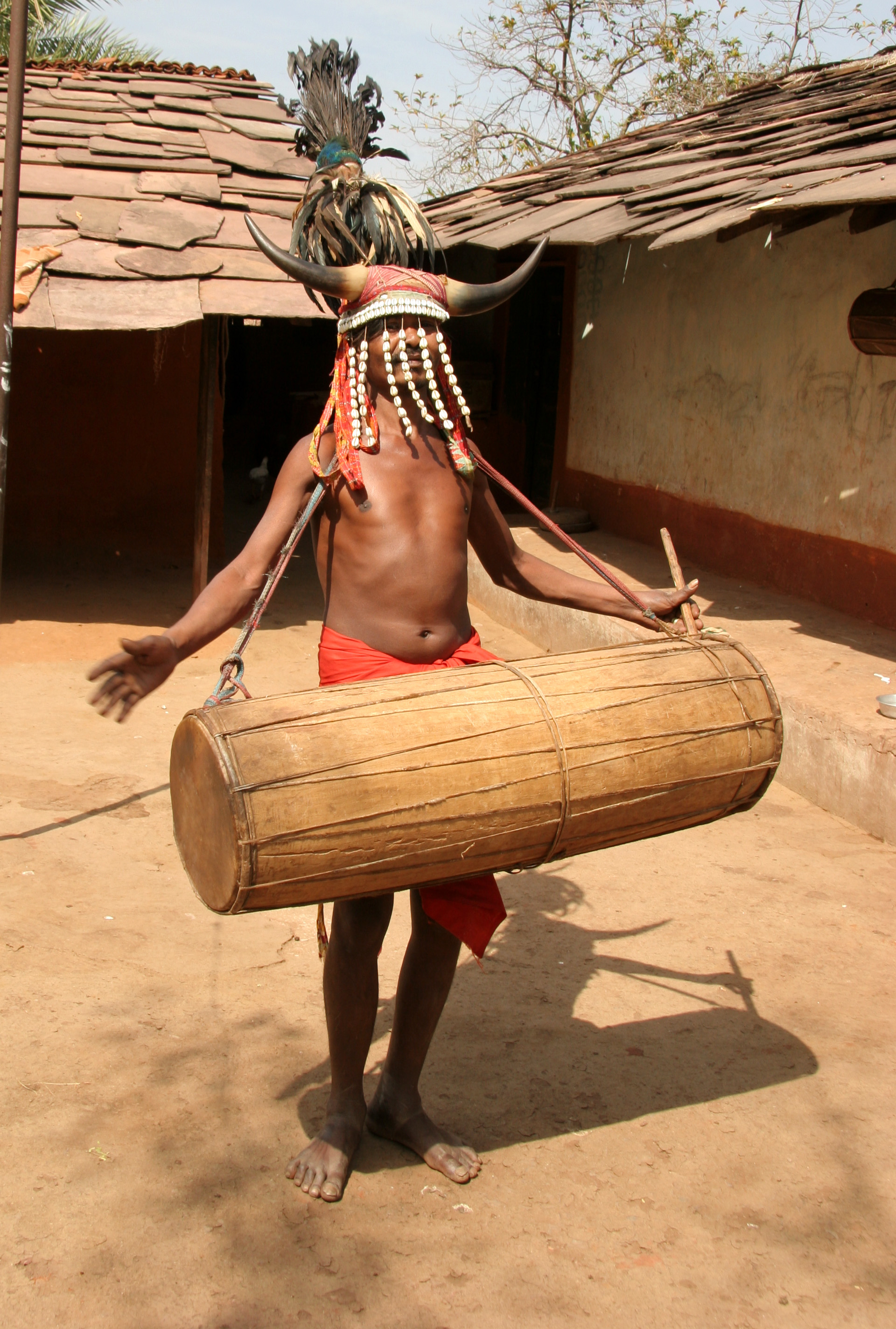
Percussionniste tribal.

Les représentations de théâtre traditionnel sont assez rares en Inde, et se rencontrent plus particulièrement au Kerala ou au Karnataka, dans le sud, où bon nombre de formes anciennes de théâtre dansé sur musique, subsistent :
- Chakyar Koothu, narration musicale
- Kathakali, théâtre dansé
- Krishnanattam,
- Kutiyattam, théâtre sanscrit
- Teru koothu, théâtre dansé
- Yakshagana, drame dansé

## Musique folklorique

### Musique bengalie
Au Bengale, à l'est du pays, la musique hindoustanie côtoie une musique semi-classique créée par les grands érudits que furent Rabindranath Tagore et Kazi Nazrul Islam. C'est la même tradition qui s'étend au Bangladesh voisin et il y existe en un très vaste répertoire de chants folkloriques et religieux, notamment ceux liés à la communauté des Bâuls.

### Musique cachemirie
Au Cachemire, dans le nord du pays, on retrouve la musique hindoustanie mais aussi des influences perses ou afghanes. Malgré l'importante communauté musulmane dont la musique soufie sûfyâna kâlam est un témoignage, il y subsiste beaucoup de chants hindous côtoyant d'autres chants plus folkloriques, destinés à accompagner certaines activités humaines ou certaines cérémonies.

### Musique kéralaise
Au Kerala, dans le sud du pays, on retrouve la musique carnatique interprétée non seulement sur les instruments classiques, mais aussi par l'ensemble periya mêlam, qui joue aussi de la musique rituelle. Il existe une très importante variété de musique percussive kshetram vâdyam utilisée lors des célébrations hindoues dans les temples, telles les chempata mêlam, chenda mêlam, kombu pattu, kryângapancavâdyam, kuzhal pattu, maddalam keli, pandi mêlam, panchari mêlam, panchavâdyam, thayambaka. On trouve aussi quelques styles de musiques vocales telles les sopanam sangîtam hindous et les mappila pattu islamiques. Par ailleurs, nombre d'arts de la scène, dramatiques ou chorégraphiques, sont accompagnés de musiques et sont liés aussi à des rituels religieux, islamiques pour certains, chrétiens pour d'autres.

### Musique rajasthanie

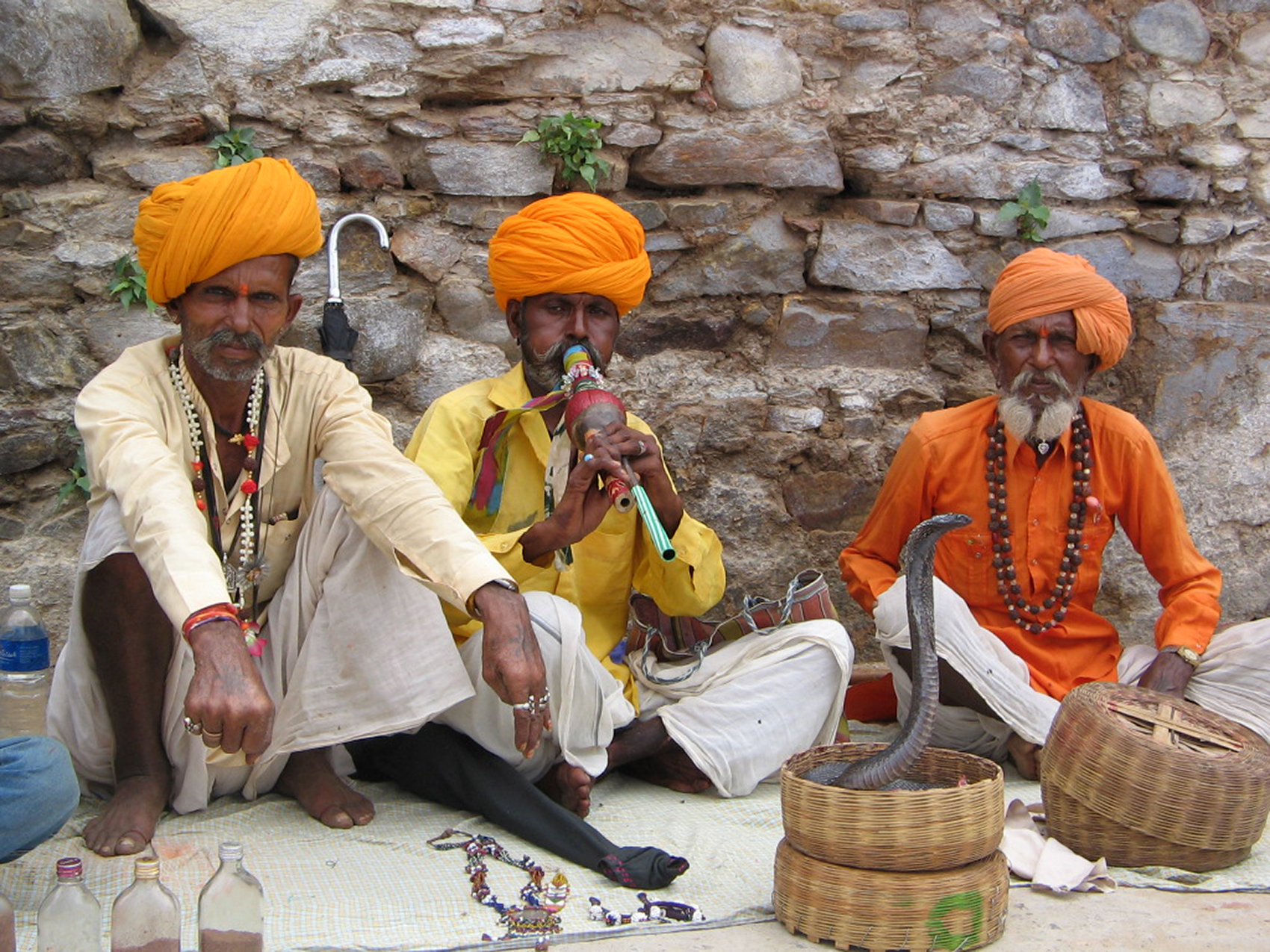
Saperas.

Au Rajasthan, dans l'ouest désertique du pays, la musique hindoustanie est dominée par la musique dévotionnelle exécutées par des castes dédiées de musiciens ambulants : les Langas et les Manganiars. Bien que Musulmans, ils ont aussi un répertoire hindou. Il existe bien d'autres castes offrant des musiques liées à certaines activités (eau, serpent, marionnette, etc.)

## Musique contemporaine
Malgré l'implantation britannique, la musique classique occidentale ne s'est jamais développée en tant que telle en Inde et le seul représentant connu est Zubin Mehta, un chef d'orchestre. John Mayer, quant à lui, est un compositeur qui a tenté de métisser musique classique occidentale et indienne, avant de s'intéresser au jazz fusion.
En outre, les musiciens formés à cette musique font la richesse de la musique des films indiens de Bollywood notamment (filmi) où les instruments occidentaux côtoient les instruments indiens au sein d'orchestres fonctionnant selon un principe classique, où chaque instrument apporte une couleur et cède sa place à un autre. Des compositeurs tel Allah Rakha Rahman ou des interprètes tels Lata Mangeshkar (chant) ou Sripathi Panditharadhyula Balasubrahmanyam (chant) acquièrent une réputation mondiale avec une production record. Les chanteuses Shreya Ghoshal, Asha Bhosle, Geeta Dutt, Alka Yagnik, et les chanteurs Mohammed Rafi, Kishore Kumar et Mukesh sont aussi renommés.
Plus récemment[Quand ?], les émigrés indiens au Royaume-Uni ont produit une musique inspirée des derniers courants électroniques. Naturellement, ils rapportent avec eux ce style bhangra, notamment au punjab.
La scène musique électronique indienne se développe également avec tous ses sous-genres : la techno introduite en Inde par Rummy Sharma puis Arjun Vagale ou Ash Roy, la house funky avec Audio Units, la bass music avec Sickflip ou Nucleya, ou enfin l’electronica avec Big City Harmonics.
La pop indienne n'est pas en reste[style à revoir] et se développe dans les grands centres urbains avec toujours une couleur locale sous forme d'instruments nationaux mélangés aux électriques. 

## Instruments traditionnels

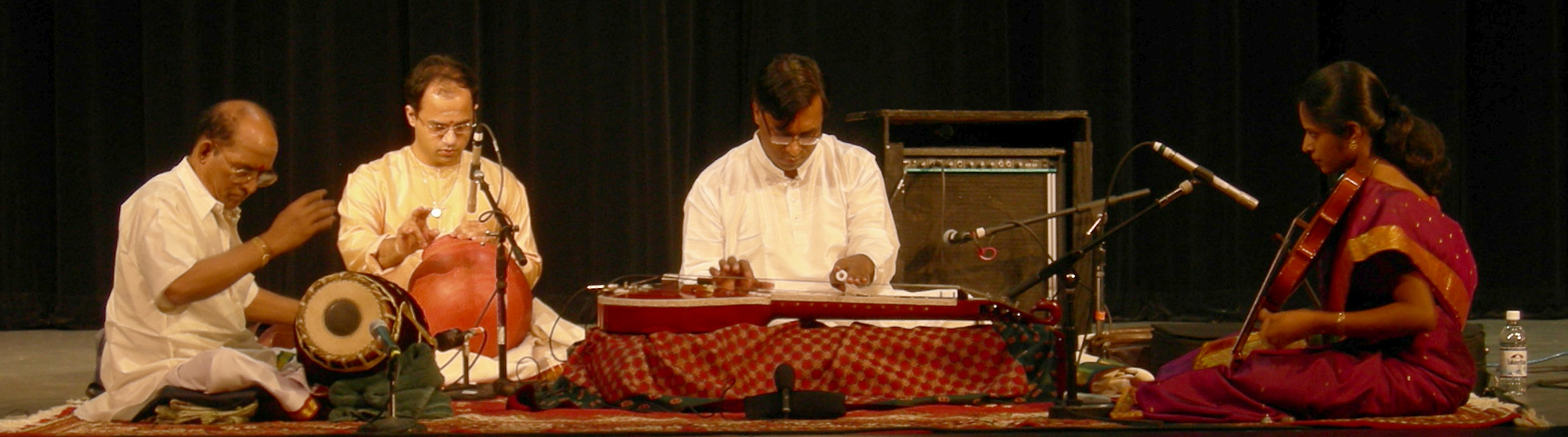
Musiciens carnatiques.

Les instruments de musique de l'Inde sont classés en quatre catégories : instruments à cordes (tata), instruments à vent (susira), instruments à peaux tendues ou tambours (avanaddha), et percussions (ghana) : cloches, gongs, lithophone…

### Sources
- Alain Daniélou, La Musique de l'Inde du nord, Paris: Éditions Buchet-Chastel, 1985. Sans ISBN
- Alain Daniélou, Origines et pouvoirs de la musique, Ed. Éditions Kailash, 2003  (ISBN 2842680901)
- Alain Daniélou, Musiques et danse de l'Inde, Ed. Michel de Maule, 2007  (ISBN 2876232200)
- Patrick Moutal, Hindustani Raga Sangita - Mécanismes de base de la Musique Classique du Nord de l'Inde (1er éd. 1987, CEMO ; 2e éd. 2012)  (ISBN 978-2-9541244-0-7)
- Patrick Moutal, Hindustani Gata-s Compilation - Instrumental themes in north Indian classical music (2012)  (ISBN 978-2-9541244-1-4)
- Daniel Bertrand, La Musique carnatique, Édition du Makar, 2001  (ISBN 978-2950606860)